# Маловський Мар'ян Мартинович
Мар'я́н Марти́нович Мало́вський (* 20 травня 1926, Тиврів, нині Вінницької області — † 28 грудня 1993, Київ) — український художник, графік.

## Біографія
Народився у селянській родині. Після демобілізації з армії закінчив 1952 року Одеське художнє училище. Навчався у професорів М. Мучника та В. Токарєва.
Мар'ян Мартинович Маловський народився 20 травня 1926 року в містечку Тиврів Вінницької області в селянській родині.
Учасник Великої вітчизняної війни. У 1944 році був мобілізований в Радянську Армію. Відзначений бойовими нагородами.
Після демобілізації, в 1947 році вступив до Одеське державне художнє училище, яке закінчив у 1952 році. Його викладачами були Л. Мучник і В. Токарєв.
З 1953 по 1959 рік навчався в Київський державному художньому інституті (нині НАОМА — Національна академія образотворчого мистецтва і архітектури). Навчався в майстерні професора Іларіона Плещинського.
З 1959 року Маловський М. М. — Учасник республіканських, всесоюзних і зарубіжних художніх виставок.
З 1959 по 1971 рік працював художником відділу етнографії Інституту мистецтвознавства та етнографії АН УРСР.
З 1963 року — член Спілки художників СРСР.
М. М. Маловський працював у галузі станкової та книжкової графіки, акварельного живопису.
Автор портретів українських діячів культури, кобзарів, ілюстрацій до творів Тараса Шевченка та Олександра Довженка.
З 1973 року — старший викладач Київського державного інституту культури ім. О. Корнійчука (зараз Київський національний університет культури і мистецтв).
Жив і працював у Києві.
Дружина — агрохімік і скульптор Роксолана Кардиналовська.
Син Роман Маловський — журналіст.
Помер 28 грудня 1993 року.
Твори художника представлені в музейних, галерейних і приватних колекціях в Україні та за її межами.

## Твори
- Портрети українських діячів культури:
  - Максима Рильського,
  - Павла Тичини,
  - Олександра Довженка,
  - Петра Панча,
  - Левка Ревуцького.
- Ілюстрації до творів:
  - Тараса Шевченка,
  - Олександра Довженка.